# Dish Dogs
Dish Dogs é um filme de 2000, do gênero comédia romântica, estrelado por Sean Astin e Matthew Lillard. O filme é dirigido por Robert Kubilos e aborda o relacionamento de dois amigos que trabalham como lavadores de louça e quando um deles encontra o amor de sua vida e tem de decidi qual caminho seguir.